# NK Orijent Rijeka
NK Orijent Rijeka é um clube de futebol croata, da cidade de Rijeka, fundado em 12 de junho de 1919.

## História
NK Orijent foi fundado em 12 de junho de 1919 em Sušak, na época predominantemente croata, parte oriental da atual cidade de Rijeka, ao contrário de Fiume, parte ocidental da cidade de Rijeka, com uma minoria notável italiana.
Segundo a lenda, durante sua viagem para os Estados Unidos, um dos fundadores do clube viu um navio chamado Orient no porto de Nova Iorque. Depois que ele voltou, ele sugeriu a um novo clube ser chamado de Oriente, que foi aprovada. Comoa mudança de regimes, o Orijent foi muitas vezes obrigado a mudar seu nome, portanto, durante a sua história ficou conhecida como Jedinstvo, Primorac, Primorje e Budućnost. Finalmente, a partir de 1953 em diante, o clube levou o nome Orijent.
Embora o Orijent tenha passado a maior parte de sua história em series mais baixas da Iugoslavia e do futebol croata, foi e é popular entre a população de Sušak.
O maior sucesso do clube veio em 1969 quando eles foram campeões da Segunda Divisão da Liga Ocidental Iugoslava, mas foram incapazes de ganhar o acesso através do playoff. Outros sucessos notáveis foram nas quartas de final da Copa da Iugoslavia nas temporadas 1980-81 e 1982-83. O Orijent jogou a primeira divisão do futebol somente uma vez, durante a temporada 1996-97, quando terminou em 14 º e foi rebaixado.

## Títulos

### Iugoslávia
- 1977/78
- 1978/79

## Ex-jogadores
- Goran Rubil  Iugoslávia
- Edmond Kapllani  Albânia
- Velimir Radman  Iugoslávia
- Josip Skoblar  Iugoslávia
- Mario Tokić  Iugoslávia
- Eddy Bosnar  Austrália
- Georgi Ivanov  Bulgária
- Petar Radaković  Iugoslávia